# ويليام س. ويكس
ويليام س. ويكس (بالإنجليزية: William C. Weeks)‏ هو مهندس معماري أمريكي، (و. 1856  م).